# فلورنس (ورمانت)
فلورنس (به انگلیسی: Florence) یک منطقهٔ مسکونی در ایالات متحده آمریکا است که در پیتسفورد واقع شده‌است.